# Liste der statistischen Stadtbezirke von Marburg

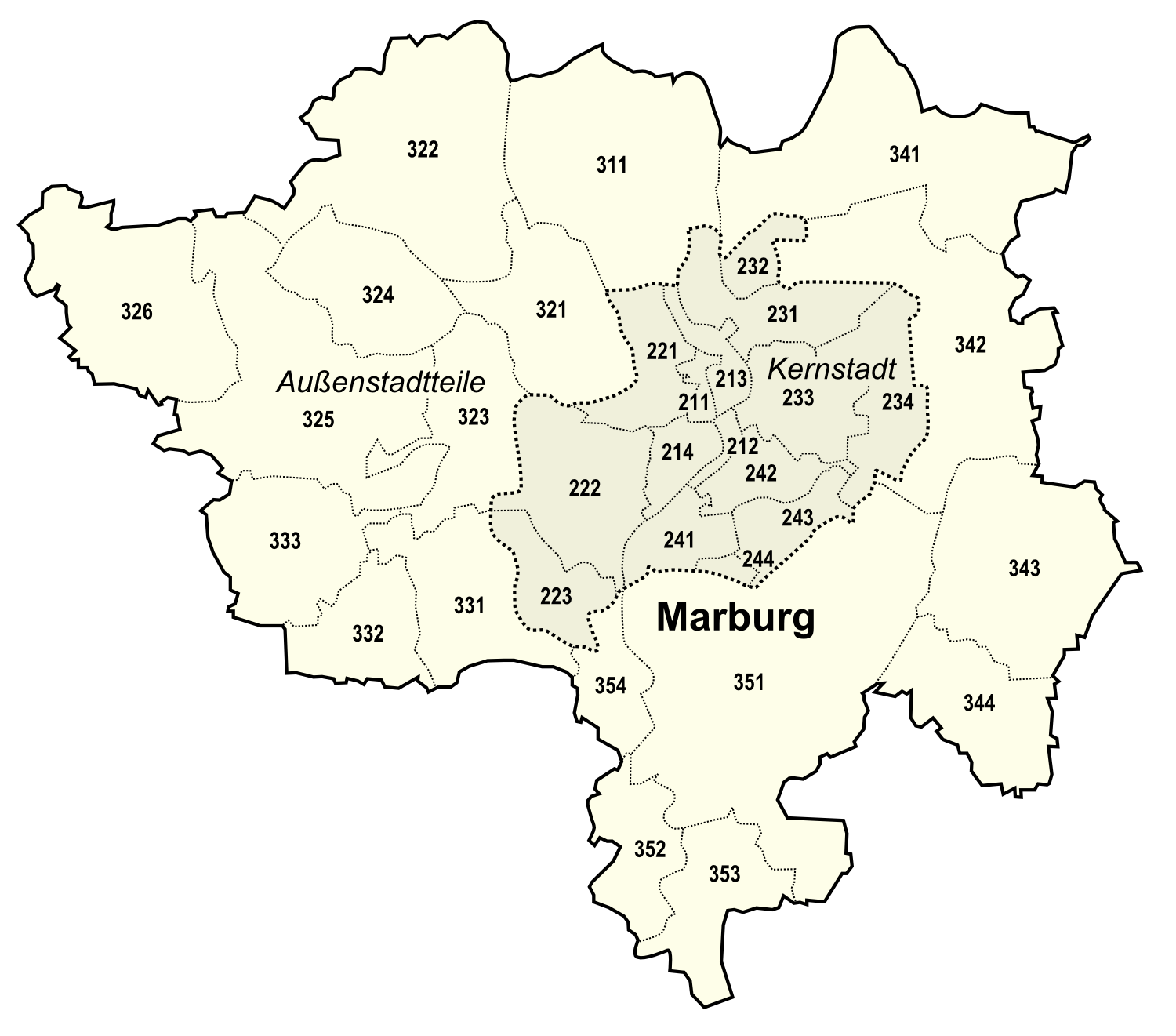
Statistische Bezirke der Stadt Marburg

Nachfolgend werden die statistischen Stadtbezirke von Marburg als kleinste Teile der Stadtgliederung Marburgs gelistet.
Um die statistische Verwertbarkeit der Stadtentwicklung Marburgs zu verbessern, wurde 1996 eine neue Einteilung und Nummerierung der Kernstadt und der Außenstadtteile vorgenommen. Dabei stieg die Zahl der statistischen Bezirke von 29 auf 33. Gleichzeitig wurde die Nummerierung systematisiert. Die erste Ziffer legt dabei fest, ob die gesamte Stadt (1) gemeint ist oder ob es sich um die Kernstadt (2) oder einen Außenstadtteil (3) handelt, die zweite Ziffer legt den Stadtbereich (1-9) fest. Die dritte Ziffer (1-9) legt den statistischen Bezirk selbst fest.

## Tabelle
| Kennziffern der Stat. Bezirke | Stadtbezirk (Bezeichnung)    | Einwohner- zahl | Fläche (ha) | Bevölkerungsdichte (Einw/km²) |
| ----------------------------- | ---------------------------- | --------------- | ----------- | ----------------------------- |
| 101                           | Marburg (gesamt)             | 76.6740         | 12.4500     | 0.616                         |
| 201                           | Kernstadt                    | 48.4240         | 2.249       | 2.153                         |
| 210                           | Innere Kernstadt             | 15.5730         | k. A.       | k. A.                         |
| 211                           | Altstadt                     | 4.146           | k. A.       | k. A.                         |
| 212                           | Weidenhausen                 | 1.540           | k. A.       | k. A.                         |
| 213                           | Campusviertel                | 2.406           | k. A.       | k. A.                         |
| 214                           | Südviertel                   | 7.481           | k. A.       | k. A.                         |
| 220                           | Westliche Kernstadt          | 8.978           | k. A.       | k. A.                         |
| 221                           | Grassenberg                  | 2.856           | k. A.       | k. A.                         |
| 222                           | Ockershausen                 | 4.580           | k. A.       | k. A.                         |
| 223                           | Stadtwald                    | 1.542           | k. A.       | k. A.                         |
| 230                           | Östliche Kernstadt           | 9.207           | k. A.       | k. A.                         |
| 231                           | Nordviertel                  | 4.903           | k. A.       | k. A.                         |
| 232                           | Waldtal                      | 1.388           | k. A.       | k. A.                         |
| 233                           | Ortenberg                    | 2.901           | k. A.       | k. A.                         |
| 234                           | Lahnberge                    | 0.015           | k. A.       | k. A.                         |
| 240                           | Südliche Kernstadt           | 14.6660         | k. A.       | k. A.                         |
| 241                           | Südbahnhof                   | 1.150           | k. A.       | k. A.                         |
| 242                           | Hansenhaus                   | 5.201           | k. A.       | k. A.                         |
| 243                           | Oberer Richtsberg            | 5.869           | k. A.       | k. A.                         |
| 244                           | Unterer Richtsberg           | 2.446           | k. A.       | k. A.                         |
| 301                           | Außenstadtteile              | 28.2500         | 10.2010     | 0.277                         |
| 310                           | Nördliche Außenstadtteile    | 5.873           | 0.813       | 0.722                         |
| 311                           | Wehrda                       | 5.873           | 0.813       | 0.722                         |
| 320                           | Westliche Außenstadtteile    | 7.781           | 3.475       | 0.224                         |
| 321                           | Marbach                      | 3.367           | 0.397       | 0.848                         |
| 322                           | Michelbach                   | 2.147           | 0.838       | 0.256                         |
| 323                           | Wehrshausen                  | 0.678           | 0.342       | 0.198                         |
| 324                           | Dagobertshausen              | 0.362           | 0.353       | 0.103                         |
| 325                           | Elnhausen                    | 1.074           | 1.058       | 0.102                         |
| 326                           | Dilschhausen                 | 0.169           | 0.627       | 0.027                         |
| 330                           | Südwestliche Außenstadtteile | 1.439           | 1.091       | 0.132                         |
| 331                           | Cyriaxweimar                 | 0.547           | 0.397       | 0.138                         |
| 332                           | Haddamshausen                | 0.501           | 0.276       | 0.182                         |
| 333                           | Hermershausen                | 0.391           | 0.418       | 0.094                         |
| 340                           | Östliche Außenstadtteile     | 4.963           | 2.647       | 0.187                         |
| 341                           | Ginseldorf                   | 0.724           | 0.814       | 0.089                         |
| 342                           | Bauerbach                    | 1.361           | 0.804       | 0.169                         |
| 343                           | Schröck                      | 1.757           | 0.647       | 0.272                         |
| 344                           | Moischt                      | 1.121           | 0.382       | 0.293                         |
| 350                           | Südliche Außenstadtteile     | 8.194           | 2.118       | 0.387                         |
| 351                           | Cappel                       | 6.872           | 1.489       | 0.462                         |
| 352                           | Ronhausen                    | 0.210           | 0.240       | 0.088                         |
| 353                           | Bortshausen                  | 0.229           | 0.212       | 0.108                         |
| 354                           | Gisselberg                   | 0.883           | 0.177       | 0.499                         |

## Zuordnung der inneren Stadtbezirke nach Straßen
Die Aufteilung in statistische Bezirke ordnet Straßen, von einer Ausnahme (Rollwiesenweg) abgesehen, stets komplett einem Bezirk zu. Dadurch bedingt entspricht die Abgrenzung Ockershausens z. B. weder der historischen Gemeindegrenze noch der heutigen Gemarkung, die so gelegt wurden, dass Schulen und Stadion noch zur Kernstadt gehören. So gehört etwa die Gisselberger Straße komplett zum Südviertel, inklusive des Südwestteils, der das Gewerbegebiet im Süden Ockershausen rahmt nebst Gebäuden an der Westseite, die diesem Gewerbegebiet eigentlich zugehörig sind (Autohäuser).
Folgende Straßen gehören randlich noch gerade zu den entsprechenden statistischen Bezirken:

### Innere Kernstadt
- Altstadt
  - Ketzerbach nebst Karmelitergasse und Friedrich-Siebert-Weg mit Michelchen (NW; zu Grassenberg)
  - Elisabethstraße nebst Elisabethkirche, aber ohne Deutsches Haus (NO; zu Campusviertel)
  - Pilgrimstein (O; zu Campusviertel)
  - Lahntor, Untergasse, Hanno-Drechsler-Platz. Am Plan (S; zu Südviertel)
  - Barfüßerstraße, Kugelgasse,[5] Schloß, Renthof, Sauersgäßchen (W; zu Grassenberg)
- Weidenhausen; nach W durch die Lahn und nach O durch die B 3a scharf abgegrenzt
  - Erlenring nebst Lingelgasse (N; zum Campusviertel)
  - Sommerbadstraße (O und SO; zu Hansenhaus; rahmt die B 3a)
  - Trojedamm (einsamer Ausläufer von S, dann Grenze nach W; im Südteil zu Hansenhaus im O, ferner komplett zum Südviertel im W; rahmt die Lahn)
- Campusviertel; nach O durch die Lahn scharf abgegrenzt, jedoch mit Ausläufer zum Bahnhof
  - Wehrdaer Weg (N-NW-Ausreißer; zu Grassenberg im W, Wehrda im N und Nordviertel im O)
  - Anneliese-Pohl-Allee (N; zu Nordviertel; rahmt die Lahn)
  - Nordostteil Bahnhofstraße mit Hauptbahnhof (NO; zu Nordviertel)
  - Lahnfußweg und Uferstraße (O; zu Nordviertel und Ortenberg; rahmen die Lahn)
  - Gerhard.Jahn-Platz (S; zu Weidenhausen)
- Südviertel; nach O durch die Lahn scharf abgegrenzt
  - Barfüßertor, Universitätsstraße (N; zur Altstadt)
  - Am Grün, Frankfurter Straße, Auf der Weide, Software-Center, Am Kupfergraben/Ende Haspelstraße, Dörfflerstraße/Ende Stresemannstraße, August-Rohde-Straße (O; zu Hansenhaus und Südbahnhof; rahmen die Lahn)
  - Gisselberger Straße nebst Teichwiesenweg und Am Schwanhof (SW-Ausreißer; zu Südbahnhof im SO und Ockershausen im NW; rahmt die Lahn)
    - Südwestteil der Gisselberger Straße, ab Einmündung Willy-Möck-Straße, liegt eigentlich im Gewerbegebiet Ockershausen-Süd

  - Schwanallee (W; zu Ockershausen)

### Westliche Kernstadt
- Grassenberg; nach N und NO durch Marburger Rücken mit Wannkopf und Kirchspitze begrenzt, im Westen durch den schon zu Marbach gehörigen Köhlersgrund
  - Elsenhöhe, An der Haustatt, Wannkopfstraße (N; zu Wehrda)
    - Elsenhöhe ist nur von Marbach (Annablickweg) aus erreichbar

  - Wilhelm-Röple-Straße, Kirchspitze, Am Weinberg (NO; zu Campusviertel im O und Altstadt im S)
  - Leckergäßchen, Götzenhainweg, Hainweg, Gisonenweg (O; zur Altstadt)
    - Leckergäßchen, Götzenhainweg und Hainweg sind nur von der Altstadt aus erreichbar

  - Sybelstraße und Rotenberg nebst Franz-Leonhard-Weg und Bergelchen (S; zu Südviertel und Ockershausen)
  - Sandweg, Am Dammelsberg, Köhlersgrundgässchen, An der Haustatt (W; zu Marbach)
- Ockershausen; in Westen und Südwesten durch den Marburger Rücken mit Wehrshäuser Höhe und Hasenkopf begrenzt
  - Hohe Leuchte, Habichtstalgasse, Ockershäuser Allee (N; zu Grassenberg)
  - Leopold-Lucas-Straße, Teichwiesengraben, Willy-Möck-Straße (O; zum Südviertel)
  - Stephan-Niderehe-Straße, Wiesenweg, Stadtwaldstraße (S und SW; zum Stadtwald im SW)
  - Gladenbacher Weg, In der Gemoll, In der Wann, Hermannstraße, An der Schülerhecke (W; zu Wehrshausen und zu Marbach im westlichen N)
    - an der Hermannstraße liegt deutlich außerhalb bzw. oberhalb der Besiedlung das Polizeioldtimer-Museum zwischen Stadtwald (SO) und Wehrshausen (NW)
- Stadtwald; außer nach Nordosten (Stadtwaldstraße nach Ockershausen) durch Höhenlage deutlich abgegrenzt
  - Graf-von-Stauffenberg-Straße leitet über zu Ockershausen (NO: Abzweig Stadtwaldstraße) und schließt nach O an das Lahntal an.
  - alle anderen Straßen liegen geschlossen auf dem Tannenberg, dessen Gemarkung, der früheren Tannenberg-Kaserne wegen, nach Marburg umgewidmet wurde

### Östliche Kernstadt
- Nordviertel; im SW durch die Lahn scharf begrenzt, jedoch ohne Nordostteil der Bahnhofstraße mit dem Hauptbahnhof; nach NO durch die Lahnberge begrenzt
  - Afföllerstraße (westlicher N-Ausreißer mit Wehrda im W und O)
    - Messegelände östlich des Nordteils der Afföllerstraße (jenseits der Doppelkurve) liegt eigentlich auf Wehrdaer Gemarkung

  - Neue Kasseler Straße, Nordteil (östlicher N-Ausreißer mit Wehrda im W und Ginseldorf im O)
  - Alte Kasseler Str., Geschwister-Scholl-Straße (NO; zum Waldtal)
  - Im Gefälle, Dürerstraße, An der Schäferbuche (SO; zu den Lahnbergen)
  - Krummbogen, Ernst-Giller-Str., Afföllerwiesen (SW; zu Campusviertel)
  - Hans-Sachs-Weg, Rudolf-Bultmann-Str. (S; zum Ortenberg)
- Waldtal; nach Nordwesten bis Südosten durch die Lahnberge scharf begrenzt
  - Ginseldorfer Weg (NW), Am Rain (NO) und Fuchspaß (SO) außen zu den Lahnbergen
  - Am Dachsbau und Försterweg (SW; zum Nordviertel)
    - Försterweg ist zweigeteilt; Südteil nur von Alter Kasseler (Nordviertel) erreichbar
- Ortenberg; nach O durch die Lahnberge und nach NW durch die Lahn begrenzt
  - Ludwig-Juppe-Weg, Heinrich-Heine-Straße, Georg-Voigt-Straße (N; um Nordviertel)
  - Von-Harnack-Straße, Blitzweg, Glammbergweg, Kleine Ortenberggasse, Katharina-Eitel-Weg, Spiegelslustweg, Galgenweg, Alter Kirchhainer Weg, Schubberlackerweg (O; zu den Lahnbergen)
  - An der Zahlbach, Fähnrichsweg, Hohlsgasse, Westteil Alter Kirchhainer Weg, Südwestteil Spiegelslustweg (S; zu Hansenhaus)
  - Wilhelm-Röpke-Straße (W; zu Wehrshausen und Campusviertel)
- Lahnberge
  - alle Straßen deutlich abgetrennt und nur von Auf den Lahnbergen (L 3092) aus erreichbar

### Südliche Kernstadt
- Südbahnhof; nach W durch die Lahn begrenzt, nach S durch die Südspange
  - Zeppelinstraße (N; zu Hansenhaus)
    - Ostteil der Zeppelinstraße (Nr. 34, 36, 38, 39 und 41) liegt jenseits der Cappeler Straße und die Häuser bilden daher eine Exclave innerhalb von Hansenhaus

  - Bantzerstraßer, Rollwiesenweg 1–20, Fichtestraße, Heinrich-Schütz-Straße, Kleistweg, Franz-Tuczek-Weg, Frauenbergstreße (O; zu Hansenhaus)
  - Temmlerstraße, Johann-Konrad-Temmler-Straße, Am Krekel (S; zu Cappel)
  - Dükerweg (W und NW; zu Ockershausen und Südviertel; rahmt die Lahn)
    - Nordostteil des Dükerwegs bildet einen Korridor zu Weidenhausen (Übergang in Trojedamm)
- Hansenhaus; zum Ortenberg nach NO (tiefer) und zum Oberen Richtsberg nach SO (höher) jeweils durch merkliche Höhenstufe abgetrennt, die zum Richtsberg hin durchgehend bewaldet ist
  - Hermann-Jacobsohn-Weg, Weintrautstraße und Kaffweg (N; zum Ortenberg)
    - Nordteil der Weintrautstraße (Nr. 1, 3 und 7) ragt halbinselartig in den Ortenberg
    - die nominellen Hansenhäuser on der Verlängerung des Kaffwegs gehören ihrer Zuordnung zur Sonnenblickallee zum Oberen Richtsberg, von dem sie deutlich getrennt sind

  - Hansenhäuserweg, Gustav-Freytag-Straße, Rilkeweg, Gerhart-Hauptmann-Straße, Kantstraße, Am Glaskopf, Ostteil Rollwiesenweg (SO; zum Oberen Richtsberg)
  - Ostseite des Südteils Cappeler Straße mit Psychiatrie und Seniorenheim Landgrafenblick (SO; nach O zum Oberen und nach S zum Unteren Richtsberg)
    - Dieser Teil ist auf früheren Kartierungen (bis mindestens 2010) dem Südbahnhof zugerechnet,[2] wurde aber vor 2013 zu Hansenhaus umgewidmet.[6]

  - Oberer Richtsberg; in alle Richtungen deutlich durch Höhenlage und Bewaldung abgetrennt
  - Sonnenblickallee führt nach Nordosten heraus; an ihr liegen, deutlich außerhalb, nominell die Hansenhäuser, Namensgeber des Bezirks Hansenhaus, in dem sie eigentlich randlich liegen
- Unterer Richtsberg
  - besteht ausschließlich aus Damaschkeweg und Friedrich-Ebert-Straße sowie der unbesiedelten Beltershäuser Straße (L 3125), südliche Grenze zu Cappel

## Änderungen seit 1996
Von 1995 bis 1996 gab es folgende Änderungen:
- Das alte Ockershausen wurde in 222 Ockershausen und 223 Stadtwald aufgeteilt
- Der Richtsberg wurde in 243 Oberer Richtsberg und 244 Unterer Richtsberg aufgeteilt.
- Das Nordviertel wurde in 231 Nordviertel und 232 Waldtal aufgeteilt.
- Aus dem Südosten der Altstadt und dem äußersten Nordwesten von Hansenhaus wurde 212 Weidenhausen gebildet.

Im Jahr 2010 wurde das frühere Klinikviertel in Campusviertel umbenannt. Im Jahr 2015 erhielten, zusätzlich zu den Außenstadtteilen sowie Ockershausen (mit Stadtwald) und Richtsberg (Unterer und Oberer), die vier Innenstadtteile (211–214) jeweils sowie das Waldtal (232) einen Ortsbeirat.